# (37055) 2000 UT40
2000 UT40 (asteroide 37055) é um asteroide da cintura principal. Possui uma excentricidade de 0.06584540 e uma inclinação de 3.76211º.
Este asteroide foi descoberto no dia 24 de outubro de 2000 por LINEAR em Socorro.